# ホルン五重奏曲 (モーツァルト)
ホルン五重奏曲 変ホ長調 K.407は、ヴォルフガング・アマデウス・モーツァルトによって作曲された、独奏ホルンと弦楽のための五重奏曲である。ホルンと弦楽のための室内楽曲としては、代表的な曲の一つ。

## 作曲時期・目的
自筆譜が散逸してしまっているため詳しい作曲時期・目的は不明であるが、親しい友人であったホルン奏者ヨーゼフ・ロイトゲープのために、4曲のホルン協奏曲を作曲する前の1782年末頃に作曲されたものであると推測されている。
ロイトゲープは、モーツァルトのザルツブルク時代から親しい友人で、モーツァルトとは冗談相手の親友となっていた。有名な4曲の番号付きのホルン協奏曲及びコンサートロンド K.371はロイトゲープのために書かれたものであり、独奏ホルンが華麗で技巧的に書かれたこの五重奏曲は、協奏曲を作曲するに先立ってホルンの演奏技術を試す意味もあったと推測される。

## 楽曲
編成は独奏ホルン、ヴァイオリン1、ヴィオラ2、チェロ1と、弦楽が通常のヴァイオリンではなく、ヴィオラが2本となっているのが特徴であり、これによって内声部の充実とともにヴァイオリンと独奏ホルンの対話が鮮明になるという効果をあげている。独奏ホルンはハンドストッピング（ナチュラルホルンにおいて、右手の操作により全音階・半音階を可能にする技術）を用い技術的・華麗なもので、室内楽というよりも協奏曲的な性格を持った楽曲になっている。

## 構成
簡潔な3楽章形式で、独奏ホルンには時にユーモラスな一面もあり、楽しめる楽曲となっている。
- 第1楽章 アレグロ
- 第2楽章 アンダンテ
- 第3楽章 ロンド（アレグロ）